# عزبة عمرو
قرية عزبة عمرو هي إحدى القرى التابعة لمركز مطوبس في محافظة كفر الشيخ في جمهورية مصر العربية. حسب إحصاءات سنة 2006، بلغ إجمالي السكان في عزبة عمرو 8842 نسمة، منهم 4465 رجل و4377 امرأة.